# Dzwonkówka brodawkowata
Dzwonkówka brodawkowata (Entoloma papillatum (Bres.) Dennis) – gatunek grzybów z rodziny dzwonkówkowatych (Entolomataceae).

## Systematyka i nazewnictwo
Pozycja w klasyfikacji według Index Fungorum: Entoloma, Entolomataceae, Agaricales, Agaricomycetidae, Agaricomycetes, Agaricomycotina, Basidiomycota, Fungi.
Po raz pierwszy opisał go w 1887 r. Giacomo Bresàdola, nadając mu nazwę Nolanea papillata. W 1953 r. Richard William George Dennis przeniósł go do rodzaju Entoloma. Niektóre inne synonimy:
- Entoloma papillatum var. cystidiophorum Vila, Noordel. & Ferr. Caball. 2008
- Nolanea mammosa subsp. papillata (Bres.) Konrad & Maubl. 1932
- Rhodophyllus papillatus (Bres.) J.E. Lange 1936

Polską nazwę zarekomendował Władysław Wojewoda w 2003 r.

## Morfologia
Kapelusz
O średnicy 6–35 mm, początkowo ostrostożkowy do stożkowato-dzwonkowatego lub półkulisty z lekko podwiniętym brzegiem, potem rozszerzający się do stożkowato-wypukłego, w końcu wypukły z prostym brzegiem, zwykle z wyraźnym, stożkowatym garbkiem. Jest silnie higrofaniczny; w stanie wilgotnym dość ciemnosepijny, czerwonobrązowy lub czarnobrązowy, nie, lub nieznacznie jaśniejszy ku brzegowi, półprzezroczyście prążkowany do dwóch trzecich promienia; w stanie suchym z jasno sepiowobrązowym środkiem. Powierzchnia gładka, błyszcząca, rzadko nieznacznie promieniście pomarszczona.
Blaszki
Od 15–24, z (1–) 3–7(–9) rzędami blaszeczek, średnio gęste, cienkie, na brzegu do prawie wolnych, rzadko przyrośnięte, trójkątne do szeroko wybrzuszonych, początkowo jasnoszare do białych, następnie szaroróżowe, w końcu brązowaworóżowe. Ostrza równe lub lekko wyżłobione, tej samej barwy lub lekko bledsze.
Trzon
Wysokość 20–50 mm, grubość 1–3 mm, cylindryczny, zwykle lekko rozszerzony ku podstawie. Powierzchnia sepiowa z jaśniejszym wierzchołkiem, często bez czerwonawych odcieni, oprószona do kłaczkowatej na wierzchołku, ku dołowi delikatnie jedwabista, u podstawy biały owłosion
Miąższ
Cienki, w kolorze powierzchni, jaśniejszy w wewnętrznej części trzonu. Rzadko bez zapachu, zwykle o zapachu słabym do silnie mącznego. Smak mączny.
Cechy mikroskopowe
Zarodniki 9–13,5 × 7–8,5, Qe = 1,3, w widoku z boku 6–9-kątne. Podstawki 30–50 × 8–14 µm, 4=-zarodnikowe, ze sprzążkami bazalnymi. Cystyd brak. Skórka kapelusza zbudowana z wąskich, cylindrycznych strzępek o szerokości 4–9(–12) µm. Warstwa podskórkowa nierozwinięta lub słabo rozwinięta, złożona z krótkich, napęczniałych elementów o wymiarach 60–100 × 12–30 µm. Strzępki skórki, tramy kapelusza i hymenium inkrustowane pigmentem. W hymenium obecne sprzążki, gdzie indziej rzadkie.

## Występowanie i siedlisko
Najwięcej stanowisk podano w Europie, zwłaszcza na Półwyspie Skandynawskim. Poza Europą podano występowanie tego gatunku także w Ameryce Północnej, Środkowej i Południowej oraz w Afryce. W umiarkowanych, borealnych i subalpejskich regionach Europy pospolity i szeroko rozprzestrzeniony. W Polsce W. Wojewoda w 2003 r. przytoczył 4 stanowiska, w późniejszych latach podano wiele następnych. Na Czerwonej liście roślin i grzybów Polski ma status V – gatunek narażony, który w najbliższej przyszłości prawdopodobnie przejdzie do kategorii zagrożonych wymarciem, jeśli nadal będą działać czynniki zagrożenia.
Grzyb naziemny, prawdopodobnie mykoryzowy. Występuje w lasach iglastych, liściastych i mieszanych, a także na słabo nawożonych, intensywnie wypasanych łąkach, zwykle z dobrze rozwiniętą warstwą mchu, na glebie suchej, zasadowej do kwaśnej.